# William Kimmel
William Kimmel (ur. 15 sierpnia 1812 w Baltimore, Maryland, zm. 28 grudnia 1886 w Baltimore, Maryland) – amerykański prawnik, przedsiębiorca i polityk, członek Partii Demokratycznej. W latach 1877–1881 roku był przedstawicielem trzeciego okręgu wyborczego w stanie Maryland w Izbie Reprezentantów Stanów Zjednoczonych.